# 242. transportní a speciální letka

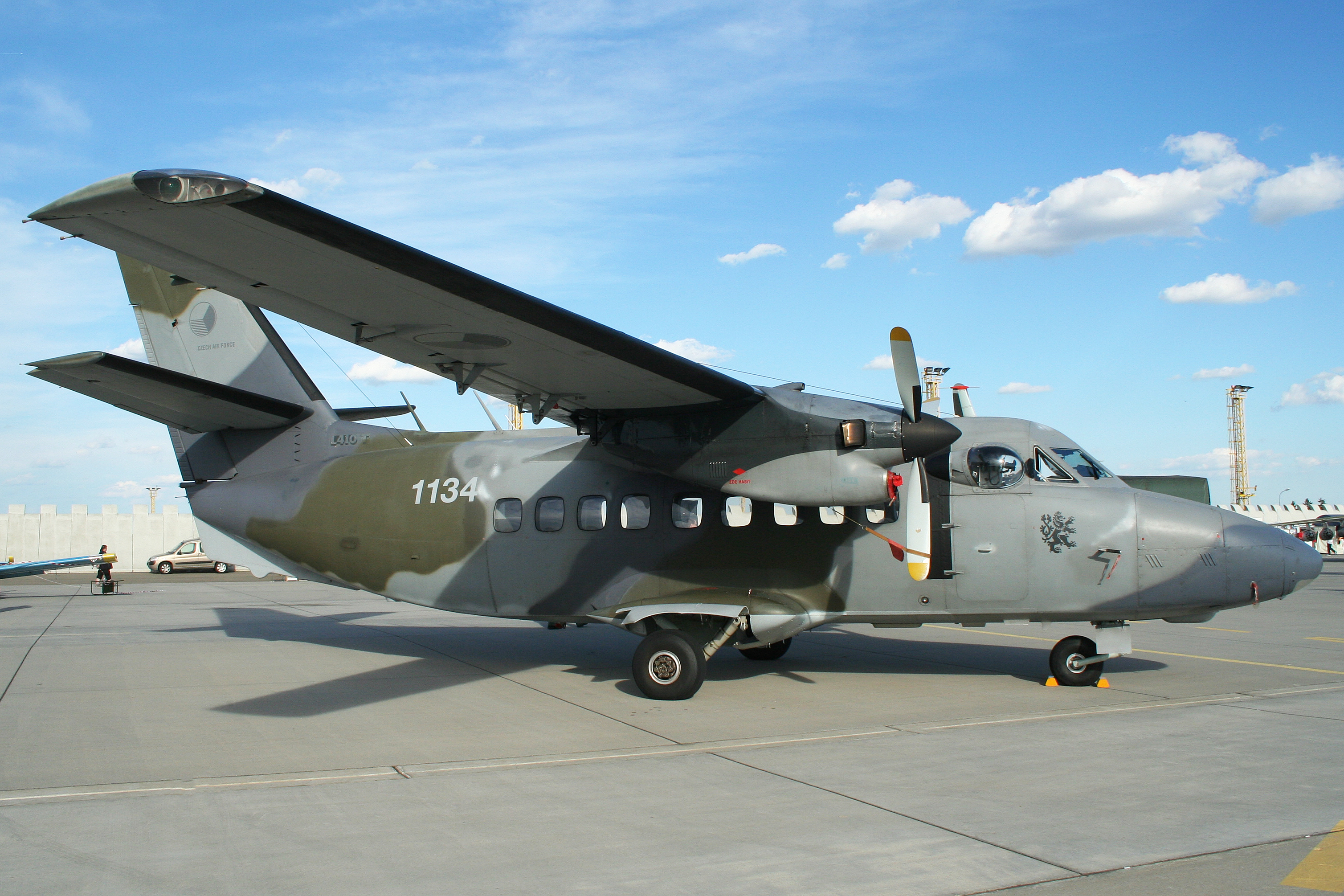
Let L-410 při dni otevřených dveřích

242. transportní a speciální letka je součástí Vzdušných sil Armády České republiky v rámci 24. základny dopravního letectva na letišti Praha-Kbely.
Letka vznikla rozdělením 241. dopravní letky dne 1. října 2007.

## Výzbroj letky
Ve výzbroji letky se nacházejí:
- 4 letouny CASA C-295M a 2 letouny C-295MW
- 4 dopravní/transportní letouny Turbolet L-410UVP / L-410UVP-E, které zajišťují přepravu vojsk a materiálu, vzdušné výsadky nebo odsun raněných. Tyto letouny mj. už dlouho používají avioniku Bendix-King, jsou vybaveny meteorologickým přehledovým radarem s plochou vlnovodnou anténou.
- 2 speciální (fotogrammetrické) letouny L-410FG pro letecké snímkování, vzdušný průzkum a kalibrování radiotechnických systémů.
- 2 Turbolety transportní verze UVP-T byly v roce 2013 odstaveny z provozu,[2] nicméně k 1. lednu 2016 byly formálně stále ve stavu AČR.[3]

### Dřívější letouny
- Antonov An-26

## Velitelé
Velitelem letky je podplukovník Miloš Domin.

### Dřívější velitelé
- mjr. Brázda, ještě před rozdělením původní 1. Technické letky na dvě nové letky, na 241. a 242.